# أماندا بينز
أماندا لورا بينز،(بالأنجليزية:Amanda Laura Bynes) (ولدت 3 أبريل 1986). ممثلة يهودية أمريكية، ومضيفة سابقة في برنامج نيكولوديون، كوميدية، مصممة أزياء، مغنية، وممثلة صوت.بعد ظهورها في العديد من المسلسلات التلفزيونية الناجحة مثل All That and The Amanda Show في نيكلوديون خلال الفترة من منتصف إلى أواخر التسعينات حتى أوائل الألفية الثانية، اتجهت بينز بعد ذلك إلى العمل السينمائي، وقامت ببطولة عدة أفلام موجهة إلى جمهور المراهقين، منها هي الرجل عام 2006، ثم Hairspray عام 2007.
في عام 2006، اختيرت في قائمة Teen People لأفضل 25 نجم تحت 25 سنة"، ، وعام 2007، كانت على قائمة مجلة فوربس حيث احتلت الترتيب الخامس ضمن المشاهير الأعلى أجرا تحت سن 21 سنة، حيث كلن أجرها 2.5 مليون دولارا.

## بداية حياتها
ولدت بينز في ثوذاند أوكس، بكاليفورنيا، وهي ابنة لين (نى اورانج)، مساعدة طبيب أسنان ومديرة مكتب، وريك بينز، طبيب أسنان وكوميدي.  بينز هي الأخت الصغرى للشقيقين: تومي (مواليد 1974)، وهو مقوم عظام، وجيليان (مواليد 1983)، حاصل على ليسانس الآداب في التاريخ من جامعة كاليفورنيا، لوس انجلوس، وممثل أيضا. أجدادها لأمها من تورونتو، أونتاريو. والد بينز كاثوليكي ووالدتها يهودية وهي أحيانا تقول أنها يهودية،  وأحيانا تقول «لم أقرر بعد [في الدين]. فأنا لا أعرف حتى الآن بالضبط ما هي معتقداتى الدينية».

## حياتها الفنية
في عام 1993، تدربت بينز على التمثيل على أيدى ارسينيو هول وريتشارد بريور في معسكر للكوميديا، وبدأت التمثيل باحتراف في سن السابعة، وظهرت في الإعلانات التلفزيونية كرانتش للحلوى. خلال طفولتها، ظهرت على خشبة المسرح في Annie و The Secret Garden وThe Music Man and The Sound of Music  بعدما أخذت بينز دروسا في التمثيل، انضمت لفريق نيكلوديون في Figure It Out وAll That (كلاهما في عام 1996). ظلت بينز ضمن فريق All That  حتى وقفها المفترض في عام 2000، على الرغم من أنها ظهرت أثناء التصوير والإعداد لبرنامجها برنامج أماندا، وأيضا في نيكلوديون. يتميز برنامج The Amanda Show بأنه مزيج من التمثيليات الكوميدية، كما أن أماندا بينز تلعب دور القاضي ترودي، بإيحاء من شخصية القاضي جودي الذي يحكم دائما لصالح الأطفال ووبينيلوب تاينت ومعجبو اماندا.
عرض أول فيلم لبينز في عام 2002، وحقق نجاحا متواضعا في شباك التذاكر، كاذب كبير جدا، حيث قامت بالبطولة أمام فرانكي مونيز. كان أول دور كبير منفرد لها في عام 2003 فيلم What a Girl Wants، حيث قامت بدور دافني رينولدز. شاركها البطولة كولين فيرث، أوليفر جيمس كيلي بريستون. في وقت لاحق، تألقت بينز على شاشة تلفزيون WB في التمثيلية الهزلية What I Like About You، ثم في عام 2003 شاركت بصوتها في شبكة تشارلوت 2: مغامرة ويبر الكبرى (فيلم) وقي 2005 شاركت في الرسوم المتحركة الكوميدية سي جي آيRobots. كما أنها شاركت البطولة في حلقة من The Nightmare Room في دور دانيال وارنر، وفي Arliss في شخصية كريستال دوبري. ظهرت بينز على غلاف مجلة Vanity Fair طبعة يوليو 2003 ضمن تسعة من أشهر نجمات هوليوود الشابات، منهم ليندسي لوهان، هيلاري داف، ألكسيس بلدل، رايفن سيمون، إيفان رايتشل وود، التوأم أولسن، ماندي مور. على الرغم من أنها كثيرا ما تقارن بهن، قالت بينز: "يبدو الأمر وكأنك فتاة مثيرة في حفلة في المدرسة الثانوية. ولم أكن أبدا تلك الفتاة. فقد كنت مصابة بحب الشباب بكثرة ودائما أشعر بالتوتر. كما كنت طويلة القامة ونحيفة. فلم أشعر بجمالى على الإطلاق، ولم يعجب بى الشباب. لهذا السبب اتجهت للكوميديا. وأضافت بينز أن قربها من جمهور المراهقين سببه أنها "أكثر شبها بهم من بعض... الاجتماعيين أو غيرهم".

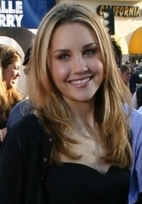
بينز في العرض الأول لفيلم Robots.

في عام 2006، تألقت بينز في هي الرجل وهو عملا كوميديا مستوحى من رواية وليام شكسبير الليلة الثانية عشرة أو كما تشاء، في الفيلم تتنكر بينز في شخصية شقيقها من أجل الانضمام إلى فريق كرة القدم للبنين بسبب هزيمة فريق الفتيات. أراد المنتجون أن يقوم المغني جيسي مكارتني بدور شقيق بينز نظرا للتشابه بين مكارتني وبينز وهي متنكرة في زى صبى، ولكن مكارتني كان مشغولا حينها. فلعب جيمس كيرك دور الشقيق. خلال فترة عرض الفيلم، عبرت بينز عن رغبتها في الظهور في أدوار أكثر نضجا، فهي تحاول تنمية مهاراتها كممثلة، كما أنها "تتحسن" مع أداء كل دور. ظهرت بينز في الفيلم الرومانسي الكوميدي، الحب المدمر (فيلم)، والذي تم تصويره قبل She's the Man ولكنه أنتج مؤخرا، عرض في دور السينما خارج الولايات المتحدة خلال عامي 2005 و2006 وعرض لأول مرة في الولايات المتحدة على شبكة ايه بى سى العائلية في 21 يناير 2007. كما قامت بدور بيني بينجلتون في فيلم Hairspray، عن عرض برودواي الموسيقي الذي يحمل نفس الاسم. كان هذا الفيلم أول أدوارها الموسيقية، بدأ تصويره في تورنتو في أيلول / سبتمبر 2006 وبدأ عرضه يوم 20 يوليو 2007. ذكرت بينز أنها تستمتع بالظهور في دور مرح غير تقليدى وسط فريق كبير". قامت بينز ببطولة العمل الكوميدى، سيدني وايت، والذي عرض في 21 سبتمبر 2007. والفيلم مأخوذ عن بياض الثلج، تلعب بينز دور طالبة جديدة في كلية يونانية، وتشارك البطولتة مع سارا باكستون ومات لونج. 
في عام 2008، ظهرت بينز في فيلم Living Proof على شاشة تلفزيون لايف تايم قي دور طالبة مساعدة لهاري كونيك الأبن، الذي يصنع عقار هيرسيبتين لعلاج سرطان الثدي.
في نيسان / أبريل 2009، صورت بينز حلقات تجريبية هزلية لتلفزيون ايه بي سي بعنوان Canned، ولكن المسلسل فشل. كما كان من المقرر أن تقوم بدور المرأة الأساسية في العمل الكوميدى Post Grad عام 2009.لكن حلت محلها الكسيس بليدال. 
في يونيو / حزيران 2009، تعاقدت بينز مع سكرين جيمس. الفيلم الأول في هذا التعاقد كوميدي موجه للمراهقين ايزي ايه بطولة ايما ستون وليزا كودرو، أما الثاني سيكون دور بطولة. كما تخطط بينز لتكرار دور بيني بينجلتون في تتمة Hairspray.
قال محامي عائلة الممثلة الأمريكية أماندا بينز التي اشتهرت بإثارة المشكلات في فترة مراهقتها: إنها أودعت مركزاً للرعاية النفسية.
وقال تمار أرميناك محامي العائلة إن بينز (28 عاما) التي أصبحت مشكلاتها وسلوكياتها الغريبة تسبق شهرتها كممثلة أودعت مركزاً إجبارياً للرعاية النفسية بعد وصولها لوس أنجليس.
ووفقاً للقانون في كاليفورنيا يمكن إبقاء شخصٍ ما لمدة تصل إلى 72 ساعة لتقييم قواه العقلية.
وجاء هذا التطور الأخير بعد ساعاتٍ فقط من زعم الممثلة أن والدها حاول إغواءها ودعاها لعلاقةٍ حميمة، وفي وقتٍ لاحق كتبت تغريدة تراجعت فيها عن هذا الزعم.
وسبق وضع بينز - التي نالت شهرتها في سن 13 عاماً عبر برنامجها الكوميدي الخاص على شبكة تلفزيون «نيكولوديون» تحت الرعاية النفسية، بعد أن زعمت أنها أضرمت حريقاً صغيراً أمام أحد المنازل في لوس أنجليس.
وقالت شرطة الطرق السريعة في ولاية كاليفورنيا: إن بينز أُلقي القبض عليها، الأحد الماضي، بتهمة القيادة تحت تأثير المخدرات في لوس أنجليس، وأطلق سراحها لاحقاً من سجن لوس أنجليس بعد تسديد كفالة مالية 15 ألف دولار، بحسبما جاء في سجلات السجن.

### مصممة أزياء
في عام 2007، وقعت بينز عقدا لمدة خمس سنوات مع ستيف & باري (لتوسيع نطاق منتجاتهم خارج نطاق الملابس والقمصان التقليدية للجامعة) على إنشاء خط أزياء خاص بها، أطلقت عليه اسم، dear ، يضم ملابس واكسسوارات. بدأ توزيع الإنتاج في 16 أغسطس 2007.

## حياتها الشخصية
تخرجت بينز من مدرسة ثاوذند أوكس الثانوية،برنامج الدراسات المستقلة (على الرغم من أنها التحقت بمدرسة لارينا الثانوية في ثاوذند أوكس لبعض الوقت)، وأعربت عن رغبتها في الالتحاق بجامعة نيويورك في المستقبل القريب. كانت قد انتقلت إلى شقة في هوليوود، كاليفورنيا لفترة وجيزة، ولكنها عادت إلى منزل عائلتها. تهتم بينز بالرسم وتصميم الأزياء، وذكرت أن «أكبر كابوس قد تراه أن تفقد حقيبة الماكياج أثناء السفر.» 
في عام 2007، عارضت أنها ستصبح نجمة كبيرة في هوليوود. وقالت «اعتقد انني سأنطلق أكثر من أي وقت مضى... وهذا ليس كثيرا. فأنا أحب الرقص، لكن الشرب غير مستحب قي كل الأحوال.فهو يضر بالبشرة، ويجعل لديك شعورا سيئا للغاية. ولذلك ليس من الحكمة شرب الخمر». أكدت على هذه الأفكار في صيف عام 2007، في برنامج حواري، وفي العديد من المقابلات الصحفية. قالت لبرنامج أكسس هوليوود، «أحب أن أكون مع عائلتي وأصدقائي، ولست بحاجة إلى أن أظل بالخارج قي الأندية.»  في مقابلة معها في ديسمبر / كانون الأول عام 2007، أوضحت بينز بالتفصيل ما علمها والديها عن الكحول.
ومنذ ذلك الحين ذكرت أنها «تعيد تقييم» كيف تقضي حياتها الاجتماعية. في كانون الثاني / يناير 2009 صرحت بينز لمجلة كوزموبوليتان قائلة: «كنت أعرف باسم الفتاة المعادية للملهى. ولكن أحاول الاّن إيجاد توازن. فيمكن أن أشرب وأرقص إذا كنت أريد ذلك. فينبغى أن أخرج لمقابلة الناس والشباب. فأنا أريد فقط الحصول على المتعة.»
المشاكل القانونية:
في مارس 2012، تم إيقاف بينز وتغريمها من قبل الشرطة للتحدث على الهاتف الخليوي أثناء القيادة. وبعد شهر، ألقي القبض عليها ووجهت إليها تهمة القيادة تحت تأثير الكحول بعد دهس أحد جوانب سيارة شرطة في غرب هوليوود. في 4 سبتمبر 2012، اتهمت بينز بحادثي كر وفر مزعومين، واحد حدث في أبريل نيسان والآخر في أغسطس وأسقطت تهم الكر والفر في ديسمبر 2012 بعد تسوية مالية بين بينز والضحايا .
علقت رخصة قيادة بينز " في 6 سبتمبر 2012، من قبل سلطات كاليفورنيا . وفي 16 سبتمبر، ادانت بينز للقيادة برخصة موقوفة، واحتجاز سيارتها . وفي شهر مايو عام 2013، بينز تلتمس تخفيف العقوبة من المحكمة، وحكم عليها بالسجن ل ثلاث سنوات تحت المراقبة . اعتبارا من يوليو 2013 تهمة بتهمة القيادة تحت تأثير الكحول لا يزال معلقا
في 23 مايو 2013، ألقي القبض على بينز في منزلها في مانهاتن بتهمة الحيازة الغير شرعية للماريجوانا، ومحاولت التلاعب بالأدلة، وللسلوك المتهور . ووفقا لادعاء مدعي عام في توجيه الاتهام لبينز «، لاحظت الشرطة بينز ترمي العدة الخاصة باستعمال الماريجوانا من النافذة من شقتها في الطابق 36 . ادعت بينز أن العدة المزعومة كانت في الواقع مزهرية . وبعد اعتقالها، خضعت بينز لتقييم نفسي في مستشفى قبل أن يتم اخذها إلى مركز الشرطة . وفي 25 مايو، قالت بينز على تويتر بأنها تعرضت لتحرش جنسي من قبل الضابط الذي ألقى عليها القبض:» [ قالت] صفع مهبلي وتحرش علي جنسيا بعنف . قسم الشرطة نفت هذه التهمة
في 24 يوليو 2013 أدخلت بينز مستشفى الصحة النفسية 5150 بكليفورنيا بعد مزاعم عن تسببها في اشعال حريق صغير في إحدى طرق منزل شخص غريب في ثوسند أوكس، كاليفورنيا . بينز فرت من مكان الحادث ولكن قبضت السلطات عليها بعد ذلك بوقت قصير . أقام والدا بينز الوصاية على ابنتهم بعد فترة وجيزة من دخولها المستشفى. وفي 9 أغسطس، تم منح الأم الوصاية المؤقتة على شؤون بينز، بما في ذلك الرعاية الطبية لها، وكذلك السيطرة على كل مواردها المالية بعد تيقن القاضي أن بينز " تفتقر إلى القدرة على إعطاء الموافقة المسبقة على الرعاية الطبية.

## أفلامها
| السنة | السينمائي                                   | دور            | ملاحظات   |
| ----- | ------------------------------------------- | -------------- | --------- |
| 2002  | كاذب كبير جدا                               | كايلى          | دور رئيسى |
| 2003  | What a Girl Wants                           | دافني رينولدز  | دور رئيسى |
| 2003  | Charlotte's Web 2: Wilbur's Great Adventure | نيلي           | أداء صوتى |
| 2005  | Robots                                      | بايبر بينويلر  | أداء صوتى |
| 2005  | الحب المدمر (فيلم)                          | جيني تايلور    | دور رئيسى |
| 2006  | هي الرجل                                    | فيولا هاستينغز | دور رئيسى |
| 2007  | Hairspray                                   | بيني بينجليتون | دور ثانوي |
| 2007  | سيدني وايت                                  | سيدنى وايت     | دور رئيسى |
| 2010  | Easy A                                      | ماريان         | دور ثانوي |

### التلفزيون
| السنة   | السينمائي             | دور                            | ملاحظات        |
| ------- | --------------------- | ------------------------------ | -------------- |
| 1996-00 | All That              | متنوع                          |                |
| 1997-99 | Figure It Out         | بانيليست                       |                |
| 1999    | Arli $ $              | كريستال دوبري                  | دور ضيف        |
| 1999-02 | The Amanda Show       | المضيف / متنوع / بينيلوب تاينت |                |
| 2001    | ذا درو كاري شو        | sketch player (حلقة واحدة)     | دور ضيف        |
| 2001    | The Nightmare Room    | دانيال وارنر (حلقة واحدة)      | دور ضيف        |
| 2001    | راجراتس               | تافى (6 حلقات)                 | دور صوتى متكرر |
| 2002-06 | What I Like About You | هولي تايلر (82 حلقة)           | دور رئيسى      |
| 2008    | Family Guy            | آنا (الحلقة 1)                 | أداء صوتى ضيف  |
| 2008    | Living Proof          | جامي                           | دور ثانوي      |
| 2009    | Canned                | سارابث (unaired pilot)         | دور رئيسى      |

## الأغاني
| السنة | العنوان                  | ملاحظات   |
| ----- | ------------------------ | --------- |
| 2007  | "You Cant Stop the Beat" | Hairspray |
| 2007  | "Without Love"           | Hairspray |

## الجوائز
فازت بينز بجائزة بليمب من جوائز نيكلوديون لاختيار الأطفال لمدة خمس سنوات على التوالي من 2000 إلى 2004، لأفضل ممثلة تلفزيون في عام 2001 عن All That، وأفضل ممثلة تلفزيون في عام 2002 عن The Amanda Show وكذلك في السنة التالية. في عام 2003، حصلت على جائزة الممثلة السينمائية الفضلة عن فيلم كاذب كبير جدا، كما حصلت على جائزة أخرى في عام 2004 أيضا للمثلة السينمائية المفضلة عن فيلم What a Girl Wants. 
كما كانت بينز جزءا من فريق عمل Hairspray  الذي فاز عام 2008 في جوائز اختيار النقاد.
| السنة | النتيجة                | جائزة                                                                                     | ملاحظات |
| ----- | ---------------------- | ----------------------------------------------------------------------------------------- | --- |
| 2000  | فازت                   | جائزة اختيار الأطفال                                                                      | جائزة بليمب للممثلة التلفزيونية المفضلة عن: All That عام(1994) وThe Amanda Show عام (1999)                                       |
| رشحتت | جائزة الفنان الشاب     | أفضل أداء في مسلسل كوميدي تلفزيوني—ممثلة شابة رئيسية عن: The Amanda Show عام (1999)       | |
| رشحت  | جائزة النجم الشاب      | أفضل ممثلة شابة / أفضل أداء في مسلسل تلفزيوني كوميدي عن: برنامج أماندا عام (1999)         | |
| 2001  | فازت                   | جائزة اختيار الأطفال                                                                      | جائزة بليمب للممثلة التلفزيونية المفضلة عن: The Amanda Show عام (1999)                                                           |
| رشحت  | جائزة الفنان الشاب     | أفضل أداء في مسلسل كوميدي تلفزيوني—الممثلة الشابة الرئيسية عن: The Amanda Show عام (1999) | |
| 2002  | فازت                   | جائزة اختيار الأطفال                                                                      | جائزة بليمب للممثلة التلفزيونية المفضلة عن: برنامج أماندا عام (1999)                                                             |
| رشحت  | جائزة اختيار المراهقين | Film - Choice Chemistry عن: كاذب كبير جدا عام (2002)                                      | |
| 2003  | فازت                   | جائزة اختيار الأطفال                                                                      | جائزة بليمب للمثلة التلفزيونية المفضلة عن: Big Fat Liar عام (2002) أيضا للممثلة التلفزيونية المفضلة عن: برنامج أماندا عام (1999) |
| رشحت  | جائزة الفنان الشاب     | أفضل أداء في فيلم روائي طويل—الممثلة الشابة الرئيسية عن: كاذب كبير جدا عام (2002)         | |
| رشحت  | جائزة اختيار المراهقين | اختيار الممثلة التلفزيونية—كوميديا عن: What I Like About You عام (2002)                   | |
| 2004  | فازت                   | جائزة اختيار الأطفال                                                                      | جائزة بليمب للممثلة السينمائية المفضلة عن: What a Girl Wants عام (2003)                                                          |
| رشحت  | جائزة اختيار المراهقين | اختيار الممثلة التلفزيونية—كوميديا عن: What I Like About You عام (2002)                   | |
| رشحت  | جائزة الفنان الشاب     | أفضل أداء في مسلسل تلفزيوني—الممثلة الشابة الرئيسية عن: What I Like About You عام (2002)  | |
| 2005  | رشحت                   | جائزة اختيار المراهقين                                                                    | اختيار الممثلة التلفزيونية: كوميديا عن: What I Like About You عام (2002)                                                         |
| 2006  | رشحت                   | جائزة اختيار المراهقين                                                                    | أفلام—اختيار ليبلوك عن: هي الرجل عام (2006)                                                                                      |
| 2007  | فازت                   | مهرجان هوليوود السينمائي                                                                  | فريق العام عن: Hairspray عام (2007)                                                                                              |
| فازت  | جائزة اختيار النقاد    | أفضل فريق تمثيل عن: Hairspray عام (2007)                                                  | |
| 2008  | رشحت                   | جوائز نقابة ممثلو الشاشة                                                                  | الأداء المتميز لممثلي السينما عن: Hairspray عام (2007)                                                                           |

## وصلات خارجية
- أماندا بينز على موقع IMDb (الإنجليزية)
- أماندا بينز على موقع ميتاكريتيك (الإنجليزية)
- أماندا بينز على موقع روتن توميتوز (الإنجليزية)
- أماندا بينز على موقع قاعدة بيانات الأفلام العربية
- أماندا بينز على موقع ألو سيني (الفرنسية)
- أماندا بينز على موقع ميوزك برينز (الإنجليزية)
- أماندا بينز على موقع تيرنر كلاسيك موفيز (الإنجليزية)
- أماندا بينز على موقع أول موفي (الإنجليزية)
- أماندا بينز على موقع بوكس أوفيس موجو (الإنجليزية)
- أماندا بينز على موقع قاعدة بيانات الأفلام السويدية (السويدية)
- Amanda Bynes على موقع تي في.كوم
- AmandaPlease.com الموقع الرسمي للمعرض اماندا